# ぐるっとスプラッシュ!
『ぐるっとスプラッシュ!』（北米タイトル：Fluidity: Spin Cycle、欧州タイトル：Hydroventure: Spin Cycle）は、イギリスのゲーム開発会社Curve Studiosが開発し任天堂より2012年に発売されたニンテンドー3DS用アクションパズルゲーム。

## 概要
水の精霊スプラッシュ（海外名はEddy）の冒険が描かれる物語で、悪の精霊グープ（Goop）により絵本の世界に閉じ込められてしまった精霊のレインボーシスターズたちを助けるために絵本の中に入り世界を巡っていく。スプラッシュは通常は水の状態で地形を流れるように移動するがステージによっては氷や雲の形態に変身することもでき、こうした能力やステージ内の様々な仕掛けを駆使して攻略を目指す。
2010年に欧米で発売されたWiiウェア『Fluidity』のシステムを継承した作品で、前作ではコントローラのWiiリモコンを傾けることにより画面内の世界を回転させて移動するという形式だったが、本作ではニンテンドー3DS本体を傾けたり回転させたりすることで移動する。
Curve Studiosにとって本作は日本でリリースされる初のソフトとなる。本作リリースと近い時期には、本作ゲームデザイナーのJonathan Biddleの友人が日本のゲームフリークでディレクターを務めた『リズムハンター ハーモナイト』が発売されており、販売サイトの日本のニンテンドーeショップのトップページで両作品が掲載されたことから、それをBiddleにeメールで報告し喜び合うというやりとりがあった。

## システム
ステージはサイドビューで描写されている。スプラッシュが水の状態でステージが開始され、ステージ内にいるレインボーシスターズのところに辿り着くとクリアとなる。一方、敵から攻撃されたりバラバラになりすぎたりなどするとライフが減り、0になると特定の場所からゲームが再開される。ライフはステージ内の各所にある「水のしずく」の取得により回復する。
スプラッシュの形態にはそれぞれ特徴があり、固有の能力を発揮する。
水
小さな隙間を通過したり洗い流したり物を運んだりできる。
- 集のチカラ - 1か所に集まる。長時間同じ状態を続けるとダメージを受ける。
- 爆のチカラ - 集のチカラで集まっている時に弾けて物を破壊したり押しのけたりできる。

氷
物にぶつかって破壊したりスイッチを押すときの重しとなったりでき、水状態で物を運んでいる時に凍るとそのまま運べる。
- 凍のチカラ - 敵を凍らせたり壁に張り付いたりできる。長時間同じ状態を続けるとダメージを受ける。

雲
空中で自由に上昇や下降ができる。風船を運ぶこともできる。
- 風のチカラ - 移動速度を上昇させたり、敵や霧を吹き飛ばしたりできる。
- 雷のチカラ - 電気を溜めて付近に雷を落とす。長時間同じ状態を続けるとダメージを受ける。
- 雨のチカラ - その場で水状態に変身する。

各ステージ内に隠されているパズルピースを集めていくことにより、ハイスコアを目指すミニゲームが遊べるようになる。